# Гессіш-Ліхтенау
Гессіш-Ліхтенау (нім. Hessisch Lichtenau) — місто в Німеччині, знаходиться в землі Гессен. Підпорядковується адміністративному округу Кассель. Входить до складу району Верра-Майснер.
Площа — 105,87 км2. Населення становить 12 443 ос. (станом на 31 грудня 2020).